# Río San Antonio (Perú)

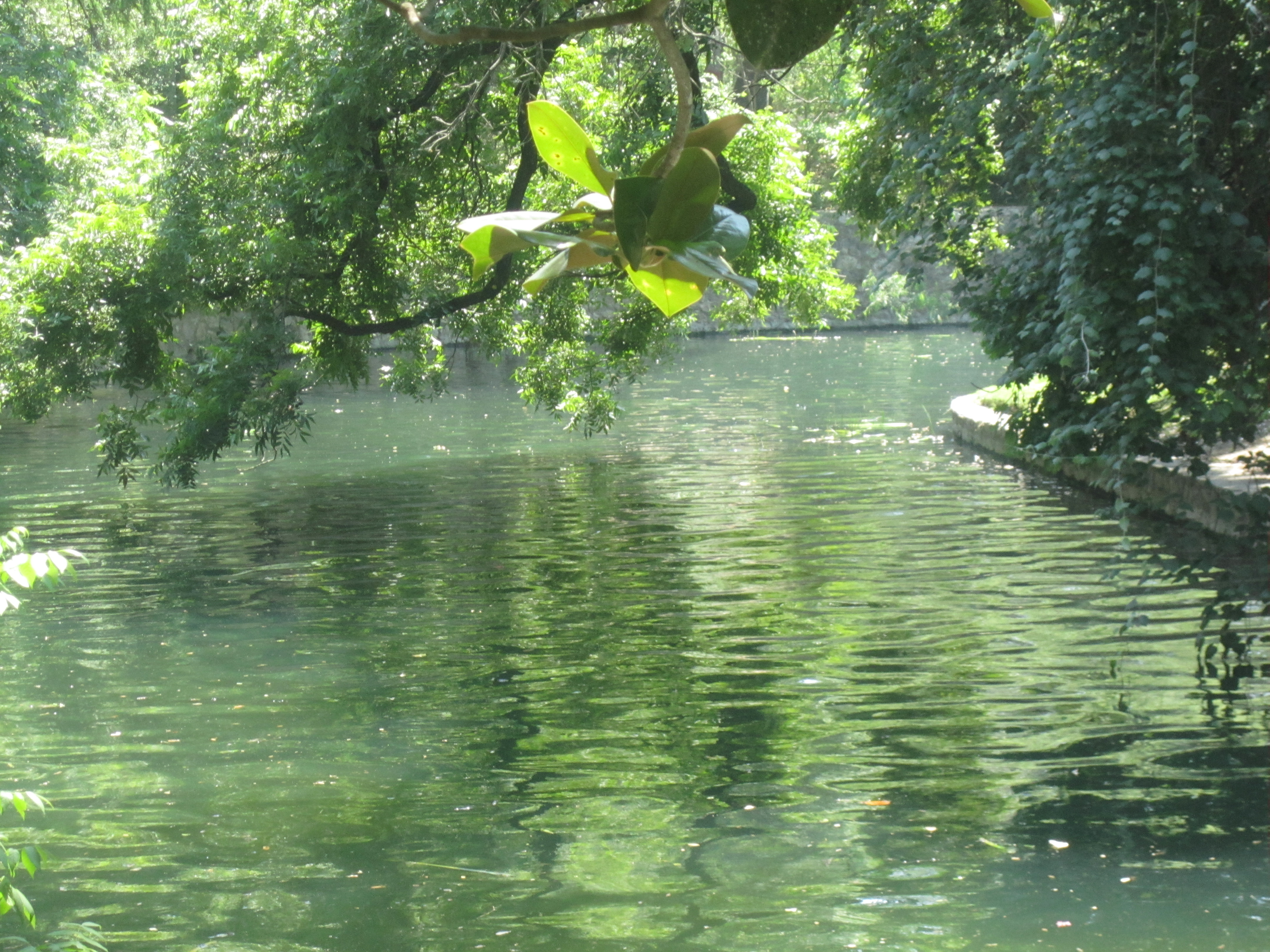
El río San Antonio es un importante curso de agua situado en el Perú, que forma parte de la cuenca del Amazonas. Este río atraviesa regiones de exuberante biodiversidad y desempeña un papel crucial en la ecología y la economía de las áreas que recorre.

El río San Antonio es un río que se encuentra en el Perú. Es la principal fuente que abastece a la empresa hidroeléctrica de la provincia de Rodríguez de Mendoza.